# Laeospira rosepigmentata
Laeospira rosepigmentata är en ringmaskart som beskrevs av Uchida 1971. Laeospira rosepigmentata ingår i släktet Laeospira och familjen Serpulidae. Inga underarter finns listade i Catalogue of Life.